# Desa Sumberasri (administrativ by i Indonesien, lat -8,57, long 114,27)
Desa Sumberasri är en administrativ by i Indonesien.   Den ligger i provinsen Jawa Timur, i den sydvästra delen av landet, 900 km öster om huvudstaden Jakarta.